# Basavanamathikere, Kunigal
Basavanamathikere là một làng thuộc tehsil Kunigal, huyện Tumkur, bang Karnataka, Ấn Độ.